# تاكيشي ماتسودا
تاكيشي ماتسودا (باليابانية: 松田丈志؛ بالكانا: まつだ たけし) هو سباح ياباني، ولد في 23 يونيو 1984 في نوبيوكا في اليابان.

## وصلات خارجية
- تاكيشي ماتسودا على موقع الاتحاد الدولي للسباحة (الإنجليزية)
- تاكيشي ماتسودا على موقع SwimRankings.net (الإنجليزية)
- تاكيشي ماتسودا على موقع أوليمبيديا (الإنجليزية)